# هلاورد
هلاورد (به تاجیکی: Ҳаловард) نام پیشین و باستانی ناحیه جلال‌الدین رومی بوده‌است. هلاورد در زمان سامانیان یکی از دو شهر کلان وخشان‌زمین بوده‌است. بنابر نوشته‌های حدود العالم من المشرق الی المغرب، «هلاورد قصبهٔ وخش است، شهری‌ست با کشت و برز و روستاهای بسیار و مردمانی تیرانداز و جنگی.»
شهر هلاورد را استخری در مسالک و ممالک، مقدسی در احسن التقاسیم فی مریفات الاقالیم، ابن حوقل در صورات الارض، یاقوت حموی در معجم البلدان و ابوریحان بیرونی در آثارشان یاد کرده‌اند.
بنابر یافته‌های باستان‌شناسی، شهر هلاورد در زمان کوشانیان پدید آمد و در سده‌های میانه مرکز وخشان‌زمین بوده‌است. این شهر در سال ۷۵۰ میلادی به دست عرب‌ها ویران شد و باستان‌شناسان خرابه‌های آن را در کرانهٔ غربی شهرک کالخازآباد یافتند که امروز آن را کافرقلعه می‌خوانند. سپس مرکز وخشان‌زمین، شهرک کوه‌کنده شد که در ۱۲ کیلومتری شمال غربی خرابه‌های کافرقلعه در کرانه‌های رود وخش جای داشت. در سده‌های میانی، این شهر نیز هلاورد نام داشت و خرابه‌های آن هم‌اکنون به نام «زالی‌زر» نزدیک ده اوزون در کنار رود وخش، ۱۲ کیلومتر دورتر از کالخازآباد و ۲۳ کیلومتر دورتر از قرغان‌تپه برجایند.
بازیافت‌های باستان‌شناسی گواهند که روستای به‌جای‌مانده در خرابه‌های کنونی زالی‌زر، در سده‌های ۳ تا ۵ میلادی بنیاد یافته‌است. پس از استیلای عرب و ویران شدن هلاورد، این ده در عصرهای پنجم تا هشتم میلادی شهری کلان گردیده و تا حملهٔ مغول، مرکز وخشان‌زمین بوده‌است، اما در سال ۱۲۲۱ از دست چنگیزیان نابود شده‌است.
پس از سده‌ها ویرانی، این سرزمین کم‌کم آباد شد. تاریخ‌نامه‌ها در سال ۱۸۸۴ از روستایی یاد می‌کنند که توغالنگ نام داشته و بخشی از قرغان‌تپه در امارت بخارا بوده‌است. در سال ۱۹۱۹ این روستا ۱۴۰۰ خانوار داشته و مردمش کشاورز بوده‌اند. ۲۱ مارس ۱۹۳۳ روستای توغالنگ مرکز اداری ناحیهٔ وخش و یکی از مراکز آبادانی واد وخش گردید. ۲۰ دسامبر ۱۹۳۳ توغالنگ را با نام لازار کاگانویچ یکی از رهبران یهودی‌تبار شوروی، کاگانویچ‌آباد و ناحیهٔ وخش را کاگانویچ‌آباد نامیدند.
در تاریخ ۱۱ ژوئیه ۱۹۵۴ کاگانویچ‌آباد رسماً شهرک اعلام شد و در ۳ ژوئیه ۱۹۵۷ این شهرک به یاد آبادگران وادی وخش که از شمال تاجیکستان کوچانده شده و نخستین کالخازها را در وادی وخش تشکیل کرده‌بودند کالخازآباد نامیده شد و ناحیه نیز نامش کالخازآباد گردید. ۱۰ ژانویه ۱۹۹۱ این شهرک را به یاد سراج‌الدین عیسی یکی از آبادگران وادی وخش که ۲۸ سال رئیس این ناحیه بود، شهرک را به سراج‌الدین عیسی تغییر دادند. ناحیهٔ کالخازآباد در ۱۹ ژوئیه ۲۰۰۷ به قرار مجلس عالی ملی جمهوری تاجیکستان ناحیهٔ جلال‌الدین رومی نامیده شدُ هرچند که روشنفکران ختلانی از مسئولین ناحیه خواسته بودند که نام تاریخی هلاورد بر این ناحیه گذاشته شود.